# Кикая, Гари
Гари Кикая Сенга — конголезский бегун на короткие дистанции, который специализируется в беге на 400 метров. Бронзовый призёр чемпионата мира в помещении 2004 года с результатом 46,30. На Олимпийских играх 2004 года дошёл до полуфинала в котором занял 6-е место, на Олимпиаде 2008 года вновь не смог выйти в финал, заняв в полуфинале 5-е место. 
Личный рекорд в беге на 200 метров — 20,40, на дистанции 400 метров — 44,10 — рекорд Африки.
До 12 лет жил в Киншасе. Затем вместе с семьёй переехал в Йоханнесбург, где он и начал заниматься лёгкой атлетикой. Его отец Кикая Бин Каруби известный политик, занимал пост министра информации ДРК и был послом ДРК в Зимбабве.